# Чемпіонат України з футболу 2018—2019
Чемпіонат України з футболу 2018–2019 років — 28-й чемпіонат України з футболу.

## Прем'єр-ліга
| М  | Команда          | І  | В  | Н | П  | РМ    | О  |
| -- | ---------------- | -- | -- | - | -- | ----- | -- |
| 1  | «Шахтар»         | 22 | 18 | 3 | 1  | 52−9  | 57 |
| 2  | «Динамо»         | 22 | 16 | 2 | 4  | 40−11 | 50 |
| 3  | ФК «Олександрія» | 22 | 12 | 5 | 5  | 31−19 | 41 |
| 4  | «Зоря»           | 22 | 8  | 8 | 6  | 28−20 | 32 |
| 5  | ФК «Львів»       | 22 | 7  | 9 | 6  | 19−20 | 30 |
| 6  | ФК «Маріуполь»   | 22 | 8  | 6 | 8  | 24−33 | 30 |
| 7  | «Ворскла»        | 22 | 9  | 2 | 11 | 18−28 | 29 |
| 8  | «Десна»          | 22 | 8  | 4 | 10 | 23−24 | 28 |
| 9  | «Карпати»        | 22 | 5  | 6 | 11 | 26−37 | 21 |
| 10 | «Олімпік»        | 22 | 4  | 8 | 10 | 25−33 | 20 |
| 11 | «Чорноморець»    | 22 | 4  | 4 | 14 | 12−34 | 16 |
| 12 | «Арсенал-Київ»   | 22 | 3  | 3 | 16 | 12−42 | 12 |

Позначення:
| М | Команда          | І  | В  | Н  | П  | РМ    | О  |
| - | ---------------- | -- | -- | -- | -- | ----- | -- |
|   | «Шахтар»         | 32 | 26 | 5  | 1  | 73−11 | 83 |
|   | «Динамо»         | 32 | 22 | 6  | 4  | 54−18 | 72 |
|   | ФК «Олександрія» | 32 | 14 | 7  | 11 | 39−34 | 49 |
| 4 | ФК «Маріуполь»   | 32 | 12 | 7  | 13 | 36−47 | 43 |
| 5 | «Зоря»           | 32 | 11 | 10 | 11 | 39−34 | 43 |
| 6 | ФК «Львів»       | 32 | 8  | 10 | 14 | 25−40 | 34 |

| М  | Команда        | І  | В  | Н  | П  | РМ    | О  |
| -- | -------------- | -- | -- | -- | -- | ----- | -- |
| 7  | «Ворскла»      | 32 | 12 | 6  | 14 | 31−43 | 42 |
| 8  | «Десна»        | 32 | 12 | 5  | 15 | 35−41 | 41 |
| 9  | «Олімпік»      | 32 | 7  | 13 | 12 | 41−48 | 34 |
| 10 | «Карпати»      | 32 | 8  | 9  | 15 | 44−53 | 33 |
| 11 | «Чорноморець»  | 32 | 8  | 7  | 17 | 31−49 | 31 |
| 12 | «Арсенал-Київ» | 32 | 7  | 5  | 20 | 26−56 | 26 |

## Перехідні матчі за право виступати в Прем'єр-лізі
За підсумками сезону команди, які посіли 10-те та 11-те місця в Прем'єр-лізі, грають перехідні матчі за право виступати у Прем’єр-лізі проти команд, які посіли відповідно третє та друге місце в першій лізі. Жеребкування послідовності проведення матчів відбулося 24 травня 2019 року.
| 4 червня 2019 19:00 +28 °C |

| «Чорноморець» | 0:0      | «Колос» |
| ------------- | -------- | ------- |
|               | Протокол |         |

| «Чорноморець», Одеса Глядачів: 5435 Арбітр: Анатолій Абдула (Харків) |

| 8 червня 2019 17:00 +27 °C |

| «Колос»                       | 2:0      | «Чорноморець» |
| ----------------------------- | -------- | ------------- |
| Гавриш 57' (пен.), 63' (пен.) | Протокол |               |

| «Колос», Ковалівка Глядачів: 2500 Арбітр: Віталій Романов (Дніпро) |

«Колос» переміг 2:0 за сумою двох матчів та вийшов до Прем’єр-ліги, «Чорноморець» вибуває до першої ліги.
| 4 червня 2019 19:00 +25 °C |

| «Карпати» | 0:0      | «Волинь» |
| --------- | -------- | -------- |
|           | Протокол |          |

| «Україна», Львів Глядачів: 10 104 Арбітр: Денис Шурман (Київська область) |

| 8 червня 2019 19:00 +27 °C |

| «Волинь»    | 0:3[a] 1:3 | «Карпати»                                     |
| ----------- | ---------- | --------------------------------------------- |
| Кожанов 42' | Протокол   | Кльоц 37' Понде 82' (пен.) Мірошніченко 90+5' |

| «Авангард», Луцьк Глядачів: 5200 Арбітр: Максим Козиряцький (Запоріжжя) |

a Згідно з рішенням КДК УАФ від 12 червня 2019 року за припинення матчу на 90+6 хвилині з вини господарів поля команді «Волинь» зараховано технічну поразку 0:3, а «Карпатам» — перемогу 3:0.
«Карпати» перемогли 3:0 за сумою двох матчів та зберегли місце в Прем’єр-лізі, а «Волинь» — у першій.

## Перша ліга
| М  | Команда          | І  | В  | Н  | П  | РМ    | О     |
| -- | ---------------- | -- | -- | -- | -- | ----- | ----- |
|    | «Дніпро-1»       | 28 | 21 | 4  | 3  | 72−21 | 67    |
|    | «Колос»          | 28 | 15 | 9  | 4  | 45−18 | 54    |
|    | «Волинь»         | 28 | 17 | 7  | 4  | 55−30 | 52[а] |
| 4  | «Металіст 1925»  | 28 | 15 | 6  | 7  | 35−20 | 51    |
| 5  | «Авангард»       | 28 | 14 | 6  | 8  | 44−26 | 48    |
| 6  | «Оболонь-Бровар» | 28 | 13 | 8  | 7  | 35−28 | 47    |
| 7  | «Інгулець»       | 28 | 11 | 9  | 8  | 35−32 | 42    |
| 8  | «Балкани»        | 28 | 10 | 8  | 10 | 28−31 | 38    |
| 9  | МФК «Миколаїв»   | 28 | 10 | 7  | 11 | 34−32 | 37    |
| 10 | «Прикарпаття»    | 28 | 10 | 4  | 14 | 41−39 | 34    |
| 11 | «Рух»            | 28 | 8  | 10 | 10 | 35−35 | 34    |
| 12 | «Гірник-Спорт»   | 28 | 5  | 12 | 11 | 24−43 | 27    |
| 13 | «Агробізнес»     | 28 | 3  | 10 | 15 | 17−36 | 19    |
| 14 | ПФК «Суми»       | 28 | 3  | 7  | 18 | 21−91 | 16    |
| 15 | «Зірка»          | 28 | 1  | 1  | 26 | 10−49 | 4     |
| —  | «Кобра»          | —  | —  | —  | —  | —     | —     |

а «Волинь» позбавлена 6 очок згідно з рішеннями ДК ФІФА від 18 вересня 2017 року.
«Кобра» виключена зі змагань згідно з рішенням КДК ФФУ від 23 серпня 2018 року, результати матчів за участю команди анульовані.

«Зірка» виключена зі змагань згідно з рішенням Ради ліг від 5 квітня 2019 року, в усіх матчах, починаючи з 19-го туру, команді зараховані технічні поразки −:+.
Позначення:

## Перехідні матчі за право виступати в першій лізі
За підсумками сезону команди, які посіли 13-те та 14-те місця в першій лізі, грають перехідні матчі за право виступати у першій лізі проти команд, які посіли друге місце у групах А і Б в другій лізі. Жеребкування послідовності проведення матчів відбулося 20 травня 2019 року.
| 29 травня 2019 19:00 +23 °C |

| МФК «Металург» | 0:4      | «Агробізнес»                                  |
| -------------- | -------- | --------------------------------------------- |
|                | Протокол | Курило 9', 17' (пен.) Слотюк 45' Черненко 86' |

| «Славутич-Арена», Запоріжжя Глядачів: 4575 Арбітр: Віталій Романов (Дніпро) |

| 2 червня 2019 18:00 +22 °C |

| «Агробізнес» | 0:1      | МФК «Металург» |
| ------------ | -------- | -------------- |
|              | Протокол | Крапивний 50'  |

| «Юність», Волочиськ Глядачів: 2500 Арбітр: Дмитро Кривушкін (Харків) |

«Агробізнес» переміг 4:1 за сумою двох матчів та зберіг місце в першій лізі, а МФК «Металург» — у другій.
Перед початком наступного чемпіонату через те, що «Арсенал-Київ» знявся зі змагань у першій лізі, МФК «Металург» підвищився у класі. 
| 29 травня 2019 13:00 +25 °C |

| ПФК «Суми» | 0:4      | «Черкащина-Академія»                                |
| ---------- | -------- | --------------------------------------------------- |
|            | Протокол | Медведь 56' Зеленевич 61' Тимофієнко 69' Чорний 72' |

| «Ювілейний», Суми Глядачів: 200 Арбітр: Дмитро Кутаков (Київська область) |

| 2 червня 2019 15:00 +27 °C |

| «Черкащина-Академія»              | 3:1      | ПФК «Суми» |
| --------------------------------- | -------- | ---------- |
| Кошадзе 3' Сторчоус 26' Бойко 54' | Протокол | Попов 24'  |

| «Зоря», Білозір'я Глядачів: 800 Арбітр: Сергій Бойко (Київська область) |

«Черкащина-Академія» перемогла 7:1 за сумою двох матчів та вийшла до першої ліги, ПФК «Суми» вибуває до другої ліги.

## Друга ліга
| М  | Команда              | І  | В  | Н | П  | РМ    | О  |
| -- | -------------------- | -- | -- | - | -- | ----- | -- |
| 1  | ФК «Минай»           | 27 | 15 | 4 | 8  | 41−26 | 49 |
| 2  | «Черкащина-Академія» | 27 | 14 | 6 | 7  | 43−23 | 48 |
| 3  | «Полісся»            | 27 | 13 | 6 | 8  | 23−21 | 45 |
| 4  | «Нива» В             | 27 | 11 | 9 | 7  | 29−23 | 42 |
| 5  | «Верес»              | 27 | 12 | 5 | 10 | 24−25 | 41 |
| 6  | «Нива» Т             | 27 | 10 | 6 | 11 | 28−29 | 36 |
| 7  | ФК «Калуш»           | 27 | 10 | 6 | 11 | 30−33 | 36 |
| 8  | «Чайка»              | 27 | 8  | 7 | 12 | 28−28 | 31 |
| 9  | «Поділля»            | 27 | 6  | 7 | 14 | 20−34 | 25 |
| 10 | «Буковина»           | 27 | 5  | 6 | 16 | 19−43 | 21 |

| М  | Команда              | І  | В  | Н  | П  | РМ    | О  |
| -- | -------------------- | -- | -- | -- | -- | ----- | -- |
| 1  | «Кремінь»            | 27 | 18 | 7  | 2  | 48−17 | 61 |
| 2  | МФК «Металург»       | 27 | 18 | 2  | 7  | 54−24 | 56 |
| 3  | «Гірник»             | 27 | 15 | 6  | 6  | 53−33 | 51 |
| 4  | «Кристал»            | 27 | 15 | 2  | 10 | 43−29 | 47 |
| 5  | «Мир»                | 27 | 14 | 3  | 10 | 42−31 | 45 |
| 6  | «Енергія»            | 27 | 8  | 7  | 12 | 27−32 | 31 |
| 7  | «Таврія-Сімферополь» | 27 | 6  | 12 | 9  | 30−35 | 30 |
| 8  | «Реал Фарма»         | 27 | 5  | 8  | 14 | 23−50 | 23 |
| 9  | МФК «Миколаїв-2»     | 27 | 5  | 5  | 17 | 22−52 | 20 |
| 10 | ФК «Нікополь»        | 27 | 3  | 4  | 20 | 15−54 | 13 |

## Матч за перше місце в другій лізі
Відповідно до регламенту змагань для визначення чемпіона України серед команд клубів другої ліги проводиться матч між командами, що за підсумками чемпіонату посіли перші місця у групах А і Б. Жеребкування номінального господаря поля відбулося 20 травня 2019 року.
| 1 червня 2019 17:00 +27 °C |

| ФК «Минай» | 0:1      | «Кремінь»  |
| ---------- | -------- | ---------- |
|            | Протокол | Черній 78' |

| «Зірка», Кропивницький Глядачів: 520 Арбітр: Віктор Копієвський (Кропивницький) |